# 1988 год в авиации
Список событий в авиации в 1988 году.

## События
- 7 марта — первый полёт самолёта заправщика Ил-78М, дальнейшей модификации Ил-78.[1]
- 15 апреля — первый полёт самолёта Ту-155, экспериментального варианта Ту-154 для отработки двигателей с использованием криогенного топлива.[2]
- 23 июня — первый полёт палубного многоцелевого истребителя МиГ-29К.
- 16 августа — первый полёт самолёта М-55 «Геофизика».
- 28 сентября — первый полёт советского пассажирского широкофюзеляжного самолёта для авиалиний средней и большой протяжённости Ил-96-300
- 19 октября — первый полёт Ка-126 — многоцелевого вертолёта с газотурбинным двигателем.
- 14 декабря — первый полёт самолёта Ан-225 «Мрия».

## Персоны

### Скончались
- 14 января — Лавриненков, Владимир Дмитриевич, советский ас-истребитель. Дважды Герой Советского Союза, генерал-полковник авиации (1971). В августе 1943 года таранил немецкий самолёт-разведчик «Фокке-Вульф» Fw 189.
- 21 сентября — Скорняков, Сергей Александрович, Герой Советского Союза, участник боёв на реке Халхин-Гол и Великой Отечественной войны. Лётчик-истребитель, штурман авиационного полка военно-воздушных сил Северного флота. Полковник.
- 4 ноября — Граф, Герман, немецкий лётчик-ас Второй мировой войны, в течение которой он совершил около 830 боевых вылетов, одержав 212 побед в воздухе, из них 202 — на Восточном фронте, а также 6 побед над 4-моторными бомбардировщиками. Был первым пилотом в мире одержавшим более 200 побед.